# Южная Уньга
Южная Уньга — река в России, протекает по Кемеровской области. Сливаясь с Северной Уньгой образует реку Уньга в 25 км от её устья. Длина реки составляет 55 км, площадь водосборного бассейна — 978 км².

## Бассейн
(указано расстояние от устья)
- 20 км: Ушатиха
- 24 км: Чесноковка
  - 9 км: Малая (Петрушиха)
  - 17 км: Нижняя Черноушка
  - 24 км: Петрушка
- 28 км: Набочиха
  - 7 км: Киевка
- 32 км: Митиха
- 35 км: Перескокна
- 36 км: Моховка 1-я
- 42 км: Еловая
- 45 км: Каменка

## Данные водного реестра
По данным государственного водного реестра России относится к Верхнеобскому бассейновому округу, водохозяйственный участок реки — Томь от города Новокузнецк до города Кемерово, речной подбассейн реки — Томь. Речной бассейн реки — (Верхняя) Обь до впадения Иртыша.